# Megophrys robusta
Megophrys robusta е вид жаба от семейство Megophryidae.

## Разпространение
Видът е разпространен в Индия.